# Marco Steckel
Marco Steckel (* 29. Januar 1972 in Wippra) ist ein deutscher Politiker der SPD und war von 1998 bis 2002 Mitglied im Landtag von Sachsen-Anhalt.

## Leben und Beruf
Nach seinem Abitur studierte Steckel von 1991 bis 1997 Erziehungswissenschaft, Medienpädagogik, Psychologie und Soziologie. Er absolvierte einen Studien begleitenden Zivildienst in der Psychiatrie Hettstedt. Von 1994 bis 1996 war er als wissenschaftliche Hilfskraft im Zentrum für Schulforschung und Fragen der Lehrerbildung an der Martin-Luther-Universität Halle-Wittenberg tätig. 1996 war er kurzzeitig als Pädagoge beim Deutschen Kinderschutzbund beschäftigt. Nach seinem Studium 1997 arbeitete er vorübergehend beim SPD-Landesverband Sachsen-Anhalt, bevor er als Pädagoge beim Förderpädagogisch-Therapeutischen Zentrum Wippra tätig war.
Zurzeit arbeitet Steckel bei der AWO SPI gGmbH am Standort Dessau. Hier ist er Leiter der Beratungsstelle für Betroffene rechter Gewalt Anhalt/Bitterfeld/Wittenberg.

## Partei
Steckel ist seit 1995 SPD-Mitglied. Von 1997 bis 1998 war er Mitglied im SPD-Kreisvorstand Mansfelder Land und Juso-Kreisvorsitzender. Von 2000 bis 2002 war er Juso-Landesvorsitzender in Sachsen-Anhalt. Seit 1999 ist er Stadtrat in Hettstedt und war von 2004 bis 2009 dessen Vizechef. Seit 7. Juli 2009 ist Steckel Vorsitzender des Hettstedter Stadtrates. Er leitet die Sitzungen des Stadtrates, ist Dienstvorgesetzter des Bürgermeisters (Hauptverwaltungsbeamter) und nimmt repräsentative Aufgaben wahr.

## Abgeordneter
Steckel war von 1998 bis 2002 Landtagsabgeordneter. Er vertrat den Wahlkreis Hettstedt und war Mitglied im Ausschuss für Gleichstellung, Kinder, Jugend und Sport und im Ausschuss für Petitionen.

## Sonstiges
- Von 1994 bis 1998 war er stellvertretender Vorsitzender des Landesverbands des Deutschen Kinderschutzbund in Sachsen-Anhalt.